# Picinisco
Picinisco – miejscowość i gmina we Włoszech, w regionie Lacjum, w prowincji Frosinone.
Według danych na rok 2004 gminę zamieszkiwało 1205 osób, 19,4 os./km².